# Plan Dalet

Nakba Palestina, 1948 - Campo de Refugiados Jaramana, Damasco, Siria.

El Plan Dalet o Plan D (en hebreo: תוכנית ד') fue un plan militar sionista ejecutado en la fase de guerra civil de la guerra árabe-israelí de 1948 para la conquista de territorio del Mandato británico de Palestina como preparación para el establecimiento de un Estado judío.El plan fue solicitado por el líder de la Agencia Judía y quien más tarde fue primer ministro de Israel, David Ben-Gurion, y fue desarrollado por Haganá y finalizado el 10 de marzo de 1948.
El plan era un conjunto de directrices para tomar el control del Mandato de Palestina, declarar un Estado judío y defender sus fronteras junto a su población, incluida la población judía afuera de las fronteras, todo esto "antes y en previsión de" la invasión de los ejércitos árabes.Según el militar Yehoshafat Harkabi, el Plan Dalet preveía la conquista de ciudades y pueblos árabes dentro y a lo largo de las fronteras de la zona asignada al Estado judío propuesto en el Plan de las Naciones Unidas para la partición de Palestina.En caso de resistencia, la población de los pueblos conquistados debía ser expulsada fuera de las fronteras del Estado judío. Si no había resistencia, los residentes podían permanecer en el lugar, bajo gobierno militar.
El Plan Dalet hablaba específicamente de hacerse con el control de zonas situadas fuera de las fronteras del Estado judío allí donde existieran poblaciones yishuv. El plan es objeto de gran controversia, ya que algunos historiadores afirman que era defensivo, mientras que otros afirman que el plan tenía como objetivo la expulsión, a veces denominada limpieza étnica, alegando que era parte integrante de una estrategia planificada.

## Contexto
Mientras el pueblo judío celebraba la creación de su estado tras la aprobación del Plan de la ONU para la partición de Palestina de 1947, la Liga Árabe rechazaba la resolución y advertía que iba a llevar adelante las acciones que consideraba necesarias para evitar la ejecución de la partición del territorio palestino. 
El primer secretario de la Liga Árabe, el egipcio Abdel Rahman Azzam, sostenía que "nada se iba a conseguir mediante conciliación o paz (...), es muy tarde para una solución pacífica". En ese entonces, el 67% de la población total de Palestina era árabe.
Tras la resolución de la ONU, el Yishuv (comunidad judía en Palestina) se encontró luchando dos guerras: una contra los francotiradores y los bloqueos en las carreteras que atacaban a los judíos que pasaban por el lugar, sobre todo entre las ciudades de Tel Aviv y Jerusalén.
El Haganá (Fuerzas de Defensa judía) respondió a los ataques con acciones que fueron calificadas como de “venganza” y “castigo” hacia aquellos que apoyaran a los luchadores árabes, tanto internos como externos. En algunos casos, pueblos y barrios que habían decidido quedarse fuera del conflicto e incluso habían acordado no agredir comunidades judías vecinas, fueron víctimas de esas acciones. Esto fomentó la hostilidad y dio lugar a nuevos ataques, cada vez más violentos.
En febrero de 1948, la Haganá comenzó a cumplir la orden de apoderarse de las áreas árabes de Jerusalén Occidental y poblarlas con judíos.
En marzo se da comienzo al Plan "D", originalmente creado para implementarse el 15 de mayo, en ausencia de las autoridades británicas que en esa fecha abandonarían el territorio.

## El plan
En la noche del 31 de marzo de 1948, David Ben Gurión se reúne con el alto mando de la Haganá, tras el informe emitido por el servicio de inteligencia de esta última, ese mismo día. En esa reunión, se aprueba que la Operación Najshón sea ejecutada el 4 de abril. Esta operación, que tenía como objetivo llevar un convoy a Jerusalén y limpiar la ruta entre esta ciudad y Tel Aviv (abrir un "corredor"), en la práctica comienza en la noche del 2 al 3 de dicho mes. Nunca se pudo comprobar si dicha operación formó parte o no del Plan Dalet.[cita requerida]

## Bases, objetivos y desarrollo
El objetivo planteado por los líderes de la Haganá era hacerse con el control de las zonas del estado hebreo y defender sus fronteras. También buscaban controlar las zonas de concentración y asentamiento judío localizadas fuera de las fronteras [del estado hebreo] frente a las fuerzas regulares, semirregulares y menores que operaban desde bases fuera o dentro del estado.
El plan se basaba en tres planes anteriores:
- El Plan B, de septiembre de 1945.
- El Plan de mayo de 1946, también denominado del Plan Guimel o Plan "C".
- El Plan Yehoshua de 1948,una versión anterior del Plan D, llamada así en recuerdo de Yehoshúa Globerman, comandante del Haganá muerto a comienzos de diciembre de 1947.

Como estos planes se diseñaron para abordar la situación dentro del país (los primeros dos planes abordaban la primera fase de los incidentes mientras que el tercero, la posibilidad de una invasión por ejércitos regulares de los países vecinos), el objetivo del Plan Dalet definitivo, terminado el 10 de marzo de 1948, fue rellenar las lagunas de los tres planes previos y hacerlos más adecuados para la situación que se esperaba al terminar el gobierno británico en el país.
El plan definía al "enemigo" que, según las asunciones básicas de la Haganá, estaba compuesto por:
- Las fuerzas semirregulares del Ejército de Liberación afiliado a la Liga Árabe, que opera desde bases ya ocupadas o a ocupar en el futuro.
- Las fuerzas regulares de los países vecinos, que se filtrarían a través de las fronteras o desde bases dentro del país (la Legión Árabe).
- Pequeñas fuerzas locales que operaban u operarían, desde bases dentro del país y dentro de las fronteras del estado hebreo.

Las tres fuerzas, según decía el plan, se activarían al mismo tiempo conforme a un plan operativo conjunto, y en ocasiones se coordinarían tácticamente.
Dentro de las operaciones que la Haganá esperaba que el "enemigo" llevara adelante estaban el aislamiento y, en caso de ser posible, la ocupación de la Galilea oriental, la Galilea occidental y el Neguev. También la infiltración en el corazón de la zona de Sharon y Emek Hefer' en dirección a Qalqiliyyah-Herzliya y Tulkarm-Netanya y el aislamiento de las tres ciudades principales: Tel Aviv, Jerusalén y Haifa. 
Las consecuencias de estas acciones eran la ruptura de las líneas de suministro de alimentos y otros servicios vitales como agua y electricidad a los asentamientos judíos.
Los métodos tácticos de las fuerzas árabes esperados eran ataques de las fuerzas regulares y semirregulares a los asentamientos con uso de armas de infantería pesadas y artillería de campo, vehículos blindados y fuerza aérea, ataques aéreos contra centros dentro de las ciudades ocupadas por los judíos y además, operaciones de hostigamiento tales como sabotaje y terrorismo llevadas a cabo por pequeñas fuerzas contra las arterias del transporte y los asentamientos para dar apoyo directo o táctico a las operaciones antes descriptas.
En consecuencia a estas acciones, los objetivos que debían cumplir las distintas fuerzas militares judías eran:
- Fortalecer el sistema de defensa fijo diseñado para defender las zonas y coordinar su despliegue regional.
- Bloquear las principales rutas de acceso del enemigo a las tierras del "estado hebreo" mediante operaciones y medidas adecuadas.
- La consolidación del aparato defensivo.
- Despliegue de fuerzas en las grandes ciudades.
- Control de las principales arterias de transporte en todo el país.
- Rodeo de las ciudades enemigas.
- Ocupación y control de las posiciones enemigas de la línea de frente.
- La Fuerza Móvil Estratégica (PALMAJ) sería la responsable de llevar a cabo contraataques dentro y fuera de las fronteras del país.

## Consecuencias
El 11 de junio de 1948 se realizó un cese general al fuego. Jerusalén Occidental, incluyendo las áreas árabes de las que se había expulsado a los habitantes, se encontraban bajo control de Israel. Jerusalén Oriental y la Ciudad Vieja (incluyendo los barrios judío, cristiano y armenio) quedaron en manos de los transjordanos. No obstante, la lucha pronto se reanudó y recién en enero de 1949, culminó la denominada "Guerra de la Independencia" del estado de Israel.
Desde el conflicto de 1948, Israel ha estado involucrado en varias guerras con el mundo árabe: la Guerra del Sinaí en 1956, la Guerra de los Seis Días de 1967, la consiguiente Guerra de Desgaste, la guerra de Yom Kipur en 1973, la Guerra con Líbano en 1982, la Guerra de Desgaste en Líbano, la Primera y Segunda Intifada de 1987 y 2000, y la Segunda Guerra con Líbano en 2006. 
En la actualidad, siguen las negociaciones para instaurar la paz en la región y las conversaciones, mediadas por los Estados Unidos, continúan entre el primer ministro israelí Benjamín Netanyahu y el presidente autónomo palestino Mahmud Abás.